# Das schwarze Schaf (1960)
Das schwarze Schaf ist ein humorvoller Schwarz-Weiß-Kriminalfilm des österreichischen Regisseurs Helmuth Ashley nach Motiven der Geschichten von Gilbert Keith Chesterton um Pater Brown. Die Uraufführung erfolgte am 19. Dezember 1960. Die Hauptrolle spielte Heinz Rühmann, für den dieser Film einer seiner größten Erfolge der Nachkriegszeit wurde.

## Handlung
Sehr zum Leidwesen seines Bischofs hat Pater Brown wieder einmal Detektiv gespielt, indem er einen Mörder aufgespürt und deshalb anstelle des Polizeiinspektors Graven einen herausragenden Platz in den Zeitungen bekommen hat (Bischof: „Einen Tag vorher war da an dieser Stelle die Brigitte Bardot zu sehen“). Er wird in die Kleinstadt Bray strafversetzt und dorthin von seiner Haushälterin Mrs. Smith begleitet.
Dort eingetroffen, macht er auf der Suche nach Geldgebern für den Kirchenausbau Bekanntschaft mit dem verarmten Lord Kingsley, der ihm einige Aktien übergibt. Beim Bankier Conelly erfährt Pater Brown jedoch, dass diese völlig wertlos sind. Kurz darauf wird Conelly ermordet, während er eine Fernsehübertragung eines Fußballspiels im Hotel von Pater Browns altem Freund Flambeau verfolgt. Der – aufgrund seines Scheiterns am eingangs von Pater Brown gelösten Fall – ebenfalls nach Bray strafversetzte Inspektor Graven ist ratlos. Wenig später werden Pater Browns Aktien gestohlen und er erfährt durch seine Haushälterin, die den Diebstahl durchs Schlüsselloch beobachtet hat, dass Lord Kingsley der Dieb ist. Als Pater Brown die Aktien aus dessen Schloss zurückholen will, beobachtet er, wie der Lord sowohl seine eigenen als auch die zurückgestohlenen Aktien an den zwielichtigen Mr. Gordon verkauft. Letzterer hatte Kingsley eine für den mittellosen Lord attraktive Summe für die jahrelang wertlosen Papiere geboten. Pater Brown findet jedoch schnell heraus, dass die Aktien inzwischen überraschend auf den zehnfachen Wert gestiegen sind und dass der ermordete Bankdirektor Conelly kurz vor seinem Tod ein Telegramm mit ebendieser Nachricht erhalten hat. Dieses Telegramm wurde aber bei dem Toten nicht gefunden – der Täter wollte offenbar verhindern, dass die Information über die Wertsteigerung die Bevölkerung von Bray erreicht.
Kurz vor dem Mord an Conelly war eine Theatertruppe um den Schauspieler Emilio Scarletti in Flambeaus Hotel abgestiegen. Pater Brown entdeckt bei einem Spaziergang auf einem Theaterplakat der Scarletti-Truppe eine gewisse Ähnlichkeit zwischen Scarletti und Gordon und schickt Flambeau, einen ehemaligen Safeknacker, ins Theater, um nachzusehen, ob sich die Aktien dort befinden. Flambeau entdeckt die Aktien tatsächlich, bringt diese jedoch entgegen Pater Browns Auftrag mit ins Hotel, was dem kurz darauf dort eintreffenden Inspektor Graven ausreicht, ihn zu verhaften – aus Gravens Sicht muss es sich beim Besitzer der Aktien um den Mörder Conellys handeln. Notgedrungen muss sich Pater Brown nun mit der Lösung des Kriminalfalles beschäftigen, um Flambeau aus der Haft zu holen. Überraschend wird nun Scarletti während der Theateraufführung hinter den Kulissen erschossen. Pater Brown hält erst Lord Kingsley für den Täter, der zufällig erfahren hat, dass es sich bei Gordon und Scarletti um ein und dieselbe Person handelt und der sich deshalb für den betrügerischen Aktienkauf rächen wollte. Rasch stellt sich aber dessen Unschuld heraus. Brown verzweifelt bei seinen weiteren Nachforschungen an der Gleichzeitigkeit der Taten – Scarletti, den er nun sowohl für den Mörder Conellys als auch für Mr. Gordon hält, war während der Tatausführungen stets an anderen Orten gesehen worden. Schließlich schlussfolgert er, dass Scarletti einen Zwillingsbruder gehabt haben muss, der dann während der Aufführung von Scarletti selbst erschossen worden ist. Dieser Theorie folgend durchsucht Pater Brown das Theater, wo er tatsächlich den totgeglaubten Scarletti stellt, der sich dort versteckt hält. Schnell gibt dieser zu, dass ihm in der Tat sein Zwillingsbruder ein Alibi verschafft hat, während er als Mr. Gordon aufgetreten ist und Conolly ermordet hat – nach gelungenem Coup wollte er dann aber seinen Bruder als lästigen Mitwisser loswerden und hat ihn während der Aufführung erschossen. Als Scarletti nun auch Pater Brown ermorden will, greift Inspektor Graven ein, wobei es zu einem Schusswechsel mit der Polizei kommt, bei dem Scarletti tödlich getroffen wird.
Die darauf in den Zeitungen erschienenen Schlagzeilen veranlassen den Bischof, Pater Brown auf die abgelegene Insel Abbotts Rock zu versetzen. Der abgelöste Pater Hilliard begrüßt ihn mit den Worten: „Diese Insel braucht weniger einen guten Priester als einen tüchtigen Kriminalinspektor.“ Pater Brown lächelt darauf verschmitzt und äußert, dass Gottes Wege unergründlich seien.

## Produktion
- Ein dritter Film mit dem Titel Die Abenteuer des Kardinal Braun (1968, in Farbe), ebenfalls mit Heinz Rühmann, wird oft mit den beiden Schwarz-Weiß-Filmen angeführt, hat jedoch mit den Pater-Brown-Geschichten nach Chesterton überhaupt nichts gemeinsam.

- Für die Rolle des Flambeau war zuerst Günter Pfitzmann vorgesehen. Der war jedoch für Rühmann etwas zu groß gewachsen und er lehnte ihn ab. Stattdessen wurde Siegfried Lowitz verpflichtet, mit dem er auf Augenhöhe interagieren konnte.

- Bischof-Darsteller Friedrich Domin verstarb Ende 1961, weswegen sein Part als stets empörter Oberhirte in Er kann’s nicht lassen durch Rudolf Forster in der Rolle eines Amtsnachfolgers ersetzt wurde.

- Ein Teil der Außenaufnahmen wurde tatsächlich in Irland gedreht, der Rest in München.

- Das Drehbuch entstand nach Motiven der Erzählungen Der Hammer Gottes, Der richterliche Spiegel bzw. Der Mann in der Passage und Die Sünden des Prinzen Saradin.

- In der Anfangsszene liest Rühmann den Kriminalroman War es Mord? des britischen Schriftstellers Thomas Muir in der deutschen Ausgabe als Goldmann-Taschenkrimi Nr. 71.

- Die Fußballübertragung, während der Bankdirektor Conelly ermordet wird, wird von Sportreporter Sammy Drechsel kommentiert.

- Heinz Rühmann erhielt für seine Darstellung das Filmband in Gold.

## Kritik
- „Heinz Rühmann spielt den Pater Brown in Höchstform. Ein weitgehend ungetrübtes Vergnügen.“ – Lexikon des internationalen Films[1]
- „(…) Glanzrolle für Rühmann (…).“ (Wertung: 2  Sterne = durchschnittlich) – Adolf Heinzlmeier und Berndt Schulz in Lexikon „Filme im Fernsehen“ (Erweiterte Neuausgabe). Rasch und Röhring, Hamburg 1990, ISBN 3-89136-392-3, S. 729
- „Deutsche Neuverfilmung (…), die zugleich tiefsinnig und unterhaltsam ist. Sehenswert ab 16.“ – Evangelischer Filmbeobachter (Kritik Nr. 6/1961)

## Fortsetzung
Er kann’s nicht lassen (1962) unter der Regie von Axel von Ambesser.